# Die Glotze ... und das alles in Farbe
Die Glotze … und das alles in Farbe ist ein Lied des österreichischen Sängers Udo Jürgens aus dem Jahr 1982.

## Entstehung und Veröffentlichung
Geschrieben wurde das Lied vom Interpreten selbst, zusammen mit dem deutschen Liedtexter Michael Kunze. Für die Produktion zeichnete der deutsche Komponist und Musikproduzent Harold Faltermeyer verantwortlich.
Die Erstveröffentlichung von Die Glotze … und das alles in Farbe erfolgte als Single im Februar 1982 bei Ariola. Diese erschien als 7″-Single mit der B-Seite Engel am Morgen (Katalognummer: 24 361). Im ersten Halbjahr des Jahres 1982 erschien das Lied zudem als Teil von Jürgens’ Studioalbum Silberstreifen (Katalognummer: 204 525-365).
Um das Lied zu bewerben, erfolgte unter anderem ein Liveauftritt in der ZDF-Sendung Show-Express am 25. März 1982.

## Inhalt
Im Liedtext besingt Jürgens das Fernsehen und dessen Programm, das Fußball, die ZDF-Hitparade, Sport und Revolution sowie alles, was er im Leben nicht habe, biete und das alles in Farbe, bezugnehmend auf die Einführung des Farbfernsehens durch Willy Brandt am 25. August 1967.

## Chartplatzierungen
| ChartsChartplatzierungen | Höchstplatzierung | Wochen |
| ------------------------ | ----------------- | ------ |
| Deutschland (GfK)        | 60 (5 Wo.)        | 5      |